# Pieter van Avont
Pieter van Avont, (Malinas, 14 de enero de 1600-Deurne, 1 de noviembre de 1652) fue un pintor, dibujante y grabador flamenco, conocido por sus escenas religiosas y pinturas de gabinete (pinturas a pequeña escala) que a menudo incluían niños desnudos y putti. Van Avont colaboró frecuentemente con muchos pintores importantes de Amberes.

## Vida
Hijo de Hans van Avont y Anna le Febure, fue bautizado el 14 de enero de 1600 en Malinas. Se cree que recibió su primera formación de su padre.

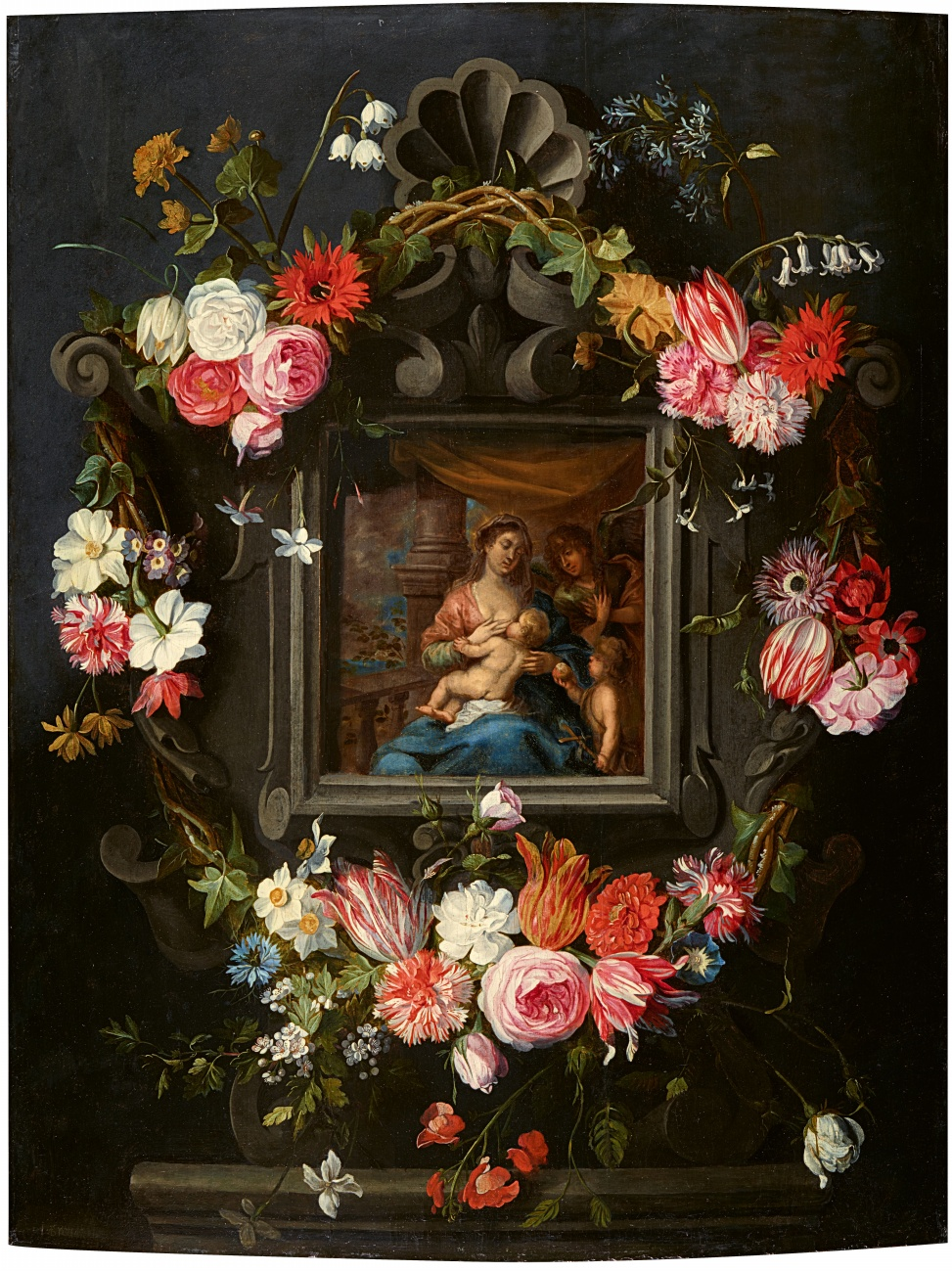
Sagrada Familia en guirnalda de flores y frutas, colaboración con Jan Brueghel el Joven

Fue aceptado como maestro del gremio de Malinas en 1620. Se mudó a Amberes dos años más tarde.  Hacia 1623, fue aceptado como maestro de la Cofradía de San Lucas en Amberes y se convirtió en ciudadano de esa ciudad en 1631. El 2 de agosto de 1622 se casó con Catherine von Hertsen en la catedral de Amberes, aunque vivieron en la parroquia de la Iglesia de San Juan.
Pieter van Avont probablemente recibió encargos del archiduque Leopold William, gobernador del sur de los Países Bajos, ya que se sabe que el archiduque tuvo un paisaje con la Virgen y el Niño con Ángeles de van Avont.  Aun así, van Avont no pudo vivir de su arte y operaba un negocio secundario como comerciante de pinturas y grabados. Fue nombrado capitán de la milicia local en 1633, pero renunció al cargo en 1639, dando como razón la necesidad de pintar para mantener a su familia. Su primera esposa murió el 3 de septiembre de 1643. El 7 de febrero de 1644 van Avont se volvió a casar con Catharina 't Kint y tuvieron cinco hijos.

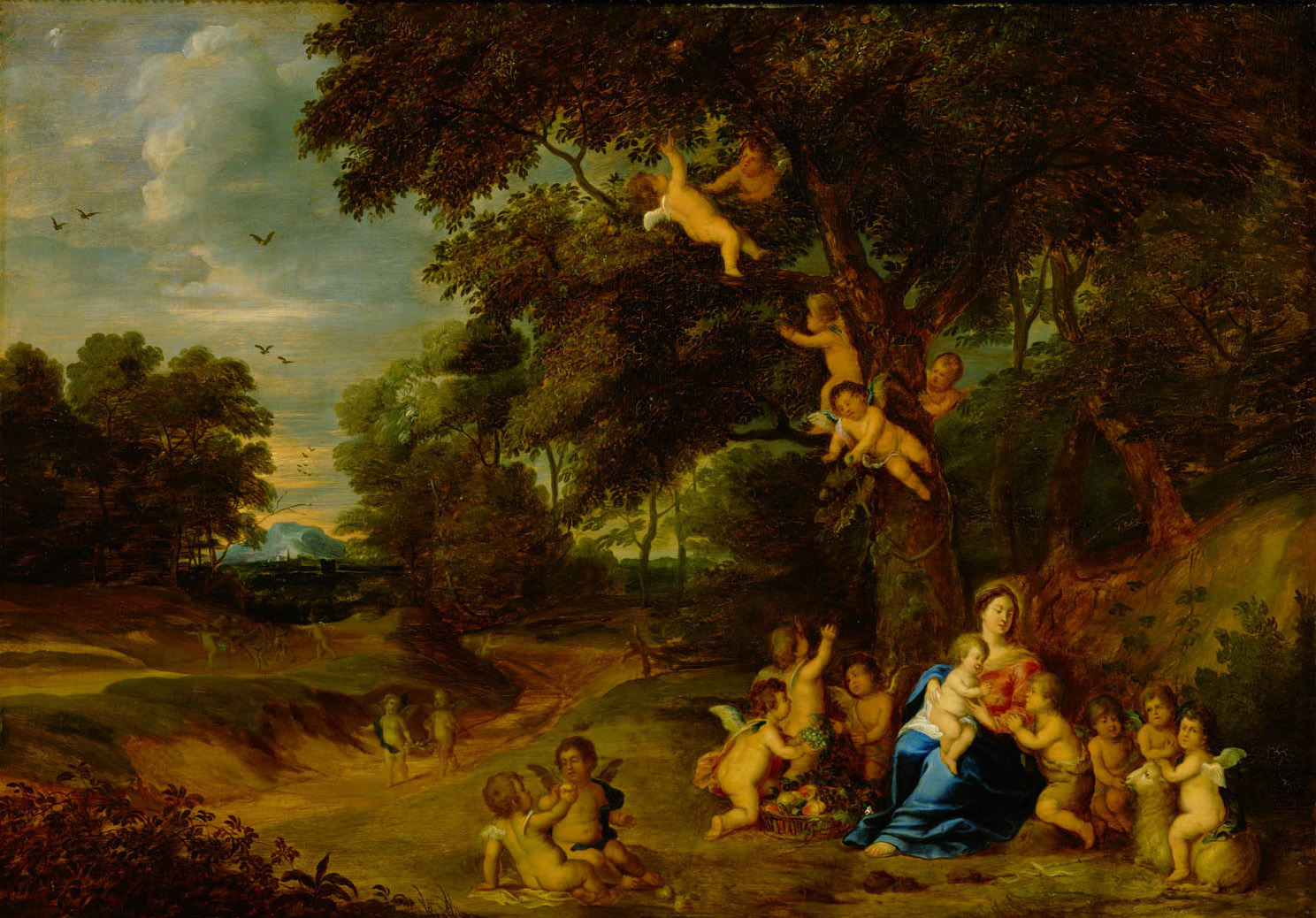
Virgen con el Niño, San Juan Bautista y ángeles en un paisaje boscoso

A partir de los bautismos de sus hijos y de los hijos de sus amigos es posible hacerse una idea del círculo de amigos artísticos de van Avont. Los padrinos de sus hijos incluyeron a los pintores Melchior Teniers y Frans Wouters. Catharina 't Kint fue la madrina de Marie-Anne Hollar, la hija del grabador Václav Hollar y Margaretha Straci.  Václav Hollar hizo un retrato de su amigo van Avont.
Su situación financiera se deterioró después de su segundo matrimonio y tuvo que vender las siete casas que poseía e hipotecar su residencia. Sus hijos estaban enfermos y siete de ellos murieron antes que el artista. Gastó mucho dinero en facturas médicas. Se mudó a la zona rural de Deurne, cerca de Amberes, con el fin de proporcionar un entorno más saludable para sus hijos.  Murió en 1652 poco después de trasladar a su familia allí y fue enterrado el 1 de noviembre de 1652.

## Obra
Pieter van Avont es conocido sobre todo por sus escenas religiosas y mitológicas y sus cuadros de gabinete. Un motivo que aparece en muchas obras de van Avont es un grupo de niños desnudos y putti. En sus numerosas representaciones de la Sagrada Familia, aparecen en diversos papeles, como el Niño Jesús, Juan el Bautista y los ángeles.  La disposición de las figuras en la agrupación es idéntica en varios de sus cuadros. También aparecen figuras de niños desnudos en sus bacanales y en escenas alegóricas como los Cuatro Elementos y Guerra y Paz. Su estilo en estas obras se caracteriza por un suave modelado de las figuras con sfumato y colores cálidos. Las escenas con niños suelen estar ambientadas en un paisaje. Aunque van Avont firmó varias de estas composiciones, no siempre pintó él mismo los paisajes.

## Obras selectas
- Flora en un jardín con flores y árboles, con Jan Brueghel el Viejo, óleo sobre cobre, 70 × 47 cm, Kunsthistorisches Museum, Gemäldegalerie, Viena, Austria.[4]
- Sagrada Familia en una guirnalda de flores y frutas, con Jan Brueghel el Viejo, c. 1623, óleo sobre tabla, 93,5 × 72 cm, Alte Pinakothek, Múnich, Alemania.
- La Deposición de la Cruz según Rubens 1641, Sint-Gertrudiskerk Vorst-Laakdal, óleo sobre lienzo, 177 x 144 cm.
- La Asunción de María 1642, Sint-Gertrudiskerk Vorst-Laakdal, óleo sobre lienzo, 174 x 133 cm.